# 2010년 포뮬러 원 시즌

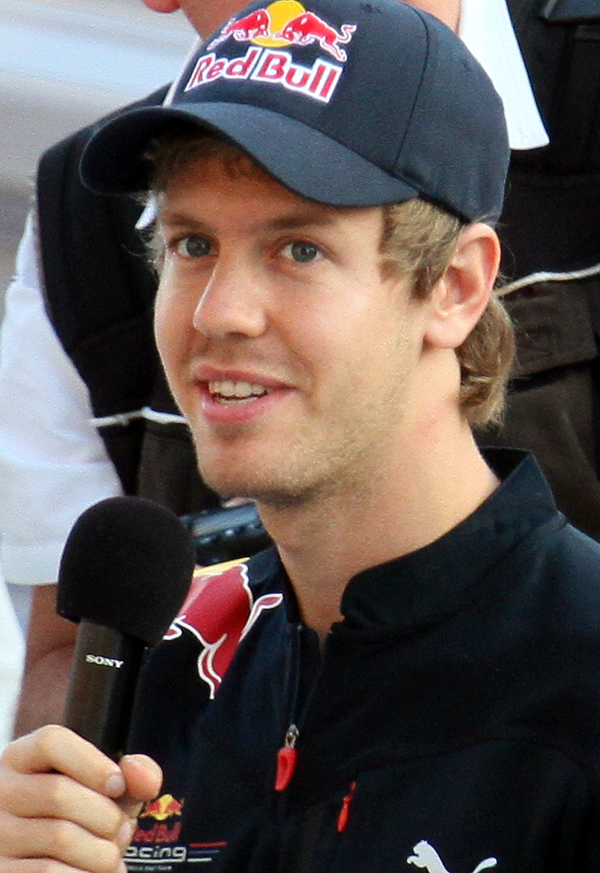
2010년 드라이버 챔피언 제바스티안 페텔

2010년 포뮬러 원 시즌은 61번째 FIA 포뮬러 원 시즌이다. 레드불 레이싱이 팀의 첫 컨스트럭터 챔피언십 우승을 거두었고, 제바스티안 페텔이 본인의 첫 드라이버 챔피언십 우승을 차지했다. 페텔은 이 우승을 통해 포뮬러 원 역사상 최연소 드라이버 챔피언십 우승 기록(만 23세 135일)을 경신하였다. 페텔의 우승은 시즌 마지막 경기인 아부다비 그랑프리에서 결정지어졌는데, 이 경기에서 그는 챔피언십 우승을 두고 경쟁하던 마크 웨버, 페르난도 알론소, 루이스 해밀턴을 제치고 1위를 차지하여 우승을 확정했다.
이 시즌은 브리지스톤이 타이어를 독점 공급한 마지막 시즌이다. 시즌이 종료된 이후, FIA는 피렐리와 새로운 타이어 공급 계약을 체결하여 2011년 시즌부터 타이어를 독점 공급하게 되었다.
시즌이 시작되기 전, 2009년 드라이버 챔피언십 우승을 차지했던 젠슨 버튼은 맥라렌 팀으로 자리를 옮겼다. 또한 2009년 컨스트럭터 챔피언십 우승을 차지했던 브론 GP는 독일의 자동차 기업 메르세데스-벤츠에 인수되어 메르세데스 GP가 되었다. 메르세데스 GP는 팀을 구성하며 포뮬러 원 역사상 최고의 성적을 거두었던 미하엘 슈마허를 은퇴 3년 만에 다시 영입하여 화제를 모으기도 했다.
이 시즌은 3월 14일 바레인 그랑프리를 시작으로 11월 14일 아부다비 그랑프리까지 총 19경기로 치러졌다.

## 참가팀과 드라이버
| 팀 이름                        | 컨스트럭터  | 차량    | 엔진               | 타이어 | No. | 드라이버          | 라운드       | 테스트/리저브 드라이버                        |
| ------------------------------ | ----------- | ------- | ------------------ | ------ | --- | ----------------- | ------------ | --------------------------------------------- |
| 보다폰 맥라렌 메르세데스       | 맥라렌      | MP4-25  | 메르세데스 FO 108X | B      | 1   | 젠슨 버튼         | 1-19         | 게리 파페트                                   |
| 보다폰 맥라렌 메르세데스       | 맥라렌      | MP4-25  | 메르세데스 FO 108X | B      | 2   | 루이스 해밀턴     | 1-19         | 게리 파페트                                   |
| 메르세데스 GP 페트로나스 F1 팀 | 메르세데스  | MGP W01 | 메르세데스 FO 108X | B      | 3   | 미하엘 슈마허     | 1-19         | 닉 하이트펠트                                 |
| 메르세데스 GP 페트로나스 F1 팀 | 메르세데스  | MGP W01 | 메르세데스 FO 108X | B      | 4   | 니코 로스베르크   | 1-19         | 닉 하이트펠트                                 |
| 레드불 레이싱                  | 레드불      | RB6     | 르노 RS27-2010     | B      | 5   | 제바스티안 페텔   | 1-19         | 브렌던 하틀리 다니엘 리키아도 데이비드 쿨싸드 |
| 레드불 레이싱                  | 레드불      | RB6     | 르노 RS27-2010     | B      | 6   | 마크 웨버         | 1-19         | 브렌던 하틀리 다니엘 리키아도 데이비드 쿨싸드 |
| 스쿠데리아 페라리 말보로       | 페라리      | F10     | 페라리 056         | B      | 7   | 펠리피 마사       | 1-19         | 지안카를로 피지켈라 루카 바도에르 마크 진     |
| 스쿠데리아 페라리 말보로       | 페라리      | F10     | 페라리 056         | B      | 8   | 페르난도 알론소   | 1-19         | 지안카를로 피지켈라 루카 바도에르 마크 진     |
| AT&T 윌리엄스                  | 윌리엄스    | FW32    | 코스워스 CA2010    | B      | 9   | 루베이스 바리켈루 | 1-19         | 발테리 보타스                                 |
| AT&T 윌리엄스                  | 윌리엄스    | FW32    | 코스워스 CA2010    | B      | 10  | 니코 휠켄베르크   | 1-19         | 발테리 보타스                                 |
| 르노 F1 팀                     | 르노        | R30     | 르노 RS27-2010     | B      | 11  | 로버트 쿠비카     | 1-19         | 호핀텅 제롬 담브로지오 양 카루스              |
| 르노 F1 팀                     | 르노        | R30     | 르노 RS27-2010     | B      | 12  | 비탈리 페트로프   | 1-19         | 호핀텅 제롬 담브로지오 양 카루스              |
| 포스 인디아 F1 팀              | 포스 인디아 | VJM03   | 메르세데스 FO 108X | B      | 14  | 아드리안 주틸     | 1-19         | 폴 디레스타                                   |
| 포스 인디아 F1 팀              | 포스 인디아 | VJM03   | 메르세데스 FO 108X | B      | 15  | 비탄토니오 리우찌 | 1-19         | 폴 디레스타                                   |
| 스쿠데리아 토로 로소           | 토로 로소   | STR5    | 페라리 056         | B      | 16  | 세바스티앵 부에미 | 1-19         | 브렌던 하틀리 다니엘 리키아도 데이비드 쿨싸드 |
| 스쿠데리아 토로 로소           | 토로 로소   | STR5    | 페라리 056         | B      | 17  | 하이메 알게스와리 | 1-19         | 브렌던 하틀리 다니엘 리키아도 데이비드 쿨싸드 |
| 로터스 레이싱                  | 로터스      | T127    | 코스워스 CA2010    | B      | 18  | 야르노 트룰리     | 1-19         | 파이루즈 포지                                 |
| 로터스 레이싱                  | 로터스      | T127    | 코스워스 CA2010    | B      | 19  | 헤이키 코발라이넨 | 1-19         | 파이루즈 포지                                 |
| HRT F1 팀                      | HRT         | F110    | 코스워스 CA2010    | B      | 20  | 카룬 찬독         | 1–10         | 크리스티안 클라인 야마모토 사콘 카룬 찬독     |
| HRT F1 팀                      | HRT         | F110    | 코스워스 CA2010    | B      | 20  | 크리스티안 클라인 | 15, 18–19    | 크리스티안 클라인 야마모토 사콘 카룬 찬독     |
| HRT F1 팀                      | HRT         | F110    | 코스워스 CA2010    | B      | 20  | 야마모토 사콘     | 11–14, 16–17 | 크리스티안 클라인 야마모토 사콘 카룬 찬독     |
| HRT F1 팀                      | HRT         | F110    | 코스워스 CA2010    | B      | 21  | 야마모토 사콘     | 10           | 크리스티안 클라인 야마모토 사콘 카룬 찬독     |
| HRT F1 팀                      | HRT         | F110    | 코스워스 CA2010    | B      | 21  | 브루노 세나       | 1–9, 11–19   | 크리스티안 클라인 야마모토 사콘 카룬 찬독     |
| BMW 자우버 F1 팀               | BMW 자우버  | C29     | 페라리 056         | B      | 22  | 페드로 데라로사   | 1–14         | 없음                                          |
| BMW 자우버 F1 팀               | BMW 자우버  | C29     | 페라리 056         | B      | 22  | 닉 하이트펠트     | 15–19        | 없음                                          |
| BMW 자우버 F1 팀               | BMW 자우버  | C29     | 페라리 056         | B      | 23  | 고바야시 가무이   | 1-19         | 없음                                          |
| 버진 레이싱                    | 버진        | VR-01   | 코스워스 CA2010    | B      | 24  | 티모 글록         | 1-19         | Andy Soucek Luiz Razia 제롬 담브로지오        |
| 버진 레이싱                    | 버진        | VR-01   | 코스워스 CA2010    | B      | 25  | 루카스 디 그라시  | 1-19         | Andy Soucek Luiz Razia 제롬 담브로지오        |

## 경기 일정
| 라운드 | 경기 이름                       | 서킷                                       | 날짜      | 시간      | 시간  |
| 라운드 | 경기 이름                       | 서킷                                       | 날짜      | 현지 시간 | UTC   |
| ------ | ------------------------------- | ------------------------------------------ | --------- | --------- | ----- |
| 1      | 걸프 에어 바레인 그랑프리       | 바레인 인터내셔널 서킷, 바레인             | 3월 14일  | 15:00     | 12:00 |
| 2      | 콴타스 오스트레일리아 그랑프리  | 멜버른 그랑프리 서킷, 멜버른               | 3월 28일  | 17:00     | 06:00 |
| 3      | 페트로나스 말레이시아 그랑프리  | 세팡 인터내셔널 서킷, 쿠알라룸푸르         | 4월 4일   | 16:00     | 08:00 |
| 4      | 중국 그랑프리                   | 상하이 인터내셔널 서킷, 상하이             | 4월 18일  | 15:00     | 07:00 |
| 5      | 텔레포니카 스페인 그랑프리      | 카탈루냐 서킷, 바르셀로나                  | 5월 9일   | 14:00     | 12:00 |
| 6      | 모나코 그랑프리                 | 모나코 서킷, 몬테카를로                    | 5월 16일  | 14:00     | 12:00 |
| 7      | 터키 그랑프리                   | 이스탄불 파크, 이스탄불                    | 5월 30일  | 15:00     | 12:00 |
| 8      | 캐나다 그랑프리                 | 질 빌너브 서킷, 몬트리올                   | 6월 13일  | 12:00     | 16:00 |
| 9      | 텔레포니카 유럽 그랑프리        | 발렌시아 스트리트 서킷, 발렌시아           | 6월 27일  | 14:00     | 12:00 |
| 10     | 산탄데르 영국 그랑프리          | 실버스톤 서킷, 실버스톤                    | 7월 11일  | 13:00     | 12:00 |
| 11     | 산탄데르 독일 그랑프리          | 호켄하임링, 호켄하임                       | 7월 25일  | 14:00     | 12:00 |
| 12     | ENI 헝가리 그랑프리             | 헝가로링, 부다페스트                       | 8월 1일   | 14:00     | 12:00 |
| 13     | 벨기에 그랑프리                 | 스파-프랑코샹 서킷, 스파 프랑코샹          | 8월 29일  | 14:00     | 12:00 |
| 14     | 산탄데르 이탈리아 그랑프리      | 몬차 자동차 경주장, 몬차                   | 9월 12일  | 14:00     | 12:00 |
| 15     | 싱텔 싱가포르 그랑프리          | 마리나 베이 스트리트 서킷, 마리나 베이     | 9월 26일  | 20:00     | 12:00 |
| 16     | 일본 그랑프리                   | 스즈카 서킷, 스즈카                        | 10월 10일 | 15:00     | 06:00 |
| 17     | 한국 그랑프리                   | 코리아 인터내셔널 서킷, 영암               | 10월 24일 | 15:00     | 06:00 |
| 18     | 페트로브라스 브라질 그랑프리    | 호세 카를로스 파시 자동차 경주장, 상파울루 | 11월 7일  | 14:00     | 16:00 |
| 19     | 에티하드 항공 아부다비 그랑프리 | 야스 마리나 서킷, 아부다비                 | 11월 14일 | 17:00     | 13:00 |